# Jomala
Jomala este o comună din Finlanda.